# Симеон Вольотис
Симеон (на гръцки: Συμεών) е гръцки духовник, митрополит на Църквата на Гърция.

## Биография
Роден е с името Йоанис Вольотис (Ιωάννης Βολιώτης) на 9 май 1977 година в македонския град Кожани, Гърция. Майка му е от Костур (Кастория), а баща му е от известен род от леринското село Сребрено (Аспрогия) - в началото на XX век Петрос Вольотис от Сребрено е поддръжник на гръцката пропаганда в Македония, андартски деец от четвърти клас. В 1999 година Йоанис Вольотис завършва Юридическия, а в 2002 година - Богословския факултет на Солунския университет. Прави следдипломна квалификация и в двата факултета.
В 2002 година се замонашва в манастира „Свети Безсребреници“ в Олища, където остава до 2011 година. В същата година е ръкоположен за дякон от митрополит Серафим Костурски и за презвитер от архиепископ Йероним Атински и се присъединява към клира на Атинската архиепископия. В 2012 година е въздигнат в архимандритско достойнство. Служи като архиерейски наместник в Атинската архиепископия от 2011 до 2014 година. От 2014 година е протосингел на архиепископията.
На 11 февруари 2018 година в катедралния храм „Благовещение Богородично“ в Атина е ръкоположен за титулярен теспийски епископ и назначен за викарий на архиепископията. Ръкополагането е извършено от архиепископ Йероним Атински в съслужение с митрополитите Александър Мантинейски, Серафим Костурски, Игнатий Димитриадски, Алексий Диавлийски, Йоан Термопилски, Ефраим Хидрийски, Серафим Пирейски, Георгий Гвинейски, Доротей Сироски, Макарий Валовищки, Хрисостом Халкидски, Антим Дедеагачки, Евгений Ретимноски, Хрисостом Месинийски, Георгий Тивански, Атинагор Илийски, Кирил Кифисийски, Йоан Лъгадински, Гавриил Неайонийски, Максим Янински, Тимотей Тесалиотидски, Хрисостом Трикийски, Георгий Карпенисийски, Теоклит Стагийски, Стефан Филипийски, Хрисостом Манийски и епископите Павел Неохорийски, Христофор Андидски, Антоний Салонски, Яков Тавмакски и Климент Метонски.
На 11 октомври 2019 година Симеон Теспийски е избран за фтиотидски митрополит с 62 гласа от общо 79, срещу митрополит Агатагел Фенерски с 8 гласа и архимандрит Антим Нерандзис с 0 гласа и 9 бели бюлетини.